# Moon Garden
Moon Garden és una pel·lícula de terror estatunidenca de fantasia fosca del 2022 escrita i dirigida per Ryan Stevens Harris, i protagonitzada per Haven Lee Harris, Augie Duke, Brionne Davis, Maria Olsen, Timothy Lee DePriest, Philip E. Walker, i Morgana Ignis. Moon Garden es va estrenar al 25è Festival Dances With Films el 10 de juny de 2022. Oscilloscope Laboratories va oferir a la pel·lícula una estrena limitada als Estats Units el maig de 2023. Ha estat subtitulada al català.

## Argument
La pel·lícula segueix una jove anomenada Emma (Haven Lee Harris) que entra en coma i es troba en un món dels somnis surrealista i industrial, on és perseguida per un monstre que s'alimenta de les seves llàgrimes.

## Repartiment
- Haven Lee Harris com a Emma[8]
- Augie Duke[7] com a Sara
- Brionne Davis[7] com a Alex
- Maria Olsen[7] com a princesa
- Timothy Lee DePriest com el nuvi[8]
- Philip E. Walker[7] com a músic
- Morgana Ignis com a Teeth[8]

## Llançament
Moon Garden es va estrenar al 25è Dances With Films Festival a Los Angeles, Califòrnia, el 10 de juny de 2022. El 8 d'octubre de 2022, la pel·lícula es va projectar al Grimmfest Film Festival al Regne Unit. El 3 de novembre de 2022, es va projectar al 9è FilmQuest Film Festival de Provo (Utah). L'abril de 2023, es va projectar al Panic Fest de Kansas City (Missouri).
Moon Garden es va estrenar en cinemes seleccionats als Estats Units per Oscilloscope Laboratories el maig de 2023.

## Recepció
Al lloc web de l'agregador de ressenyes Rotten Tomatoes, el 86% de les 29 crítiques són positives, amb una valoració mitjana de 7,7/10. El consens del lloc web diu: "Si la història de l'escriptor i director Ryan Stevens Harris és una mica menys convincent que les seves visuals estranyes, Moon Garden segueix sent un assoliment al·lucinant de fosca fantasia.
Sharai Bohannon de Dread Central va elogiar l'ambientació de la pel·lícula i el personatge de Teeth, i va escriure: "El món de Moon Garden i les imatges que proporciona, són el que farà que el públic parli. És tan absorbent que fa que sigui difícil detenir-se en coses que no funcionen a la pel·lícula."

## Premis
Al LVI Festival Internacional de Cinema Fantàstic de Catalunya va guanyar el Premi Noves Visions a la millor pel·lícula.